# Championnat du Panama de baseball
Le Championnat du Panama de baseball (Liga de béisbol de Panamá)  est la principale compétition de baseball au Panama. La saison se tient sur trois mois de mi-février à mi-mai. Elle est précédée d'un phase de pré-saison début février. Le trophée décerné au champion se nomme « Copa Atlas del Béisbol Mayor ».

## Histoire
Un championnat national de baseball est créé au Panama dès 1912 Mateo Iturralde remporte le premier titre. La compétition actuelle remonte à 1944. Cinq formations prennent part à la saison inaugurale : Panama, Colón, Coclé, Chiriqui et Los Santos. Cette compétition reste amateur malgré la concurrence de 1946 à 1972 d'une ligue professionnelle d'hiver affiliée aux Ligues majeures américaines.
De 1944 à 1970, le championnat se limite à des oppositions uniques entre chaque club dans le même stade. À partir de 1971, des séries éliminatoires après la saison régulière sont mises en place. Depuis 1998, les anciens joueurs professionnels sont autorisés à jouer, provoquant un regain d'intérêt pour le public.
Les équipes participant au championnat représentent principalement les différentes provinces du Panama. Ces dernières sont au nombre de neuf pour onze équipes en compétition. Le découpage administratif n'est le même que celui utilisé par la Fédération panaméenne de baseball. Chepo, ville hébergeant le CB Darién, est située dans la province administrative de Panama, mais représente la Région de Darién couvrant l'ensemble de province du Darién mais aussi l'extrême est de la province de Panama. CB Panamá Oeste et CB Panamá Metro sont les deux ligues locales de la province de Panama ; idem pour CB Chiriqui et CB Chiriqui Occidente dans la province de Chiriqui. La province de Panama est scindée en deux en 1974. Avant cette date, le CB Panamá domine nettement l'épreuve avec dix-sept titres.

## Équipes actuelles
| Équipe                | Ville                | Province       | Stade                                | Capacité |
| --------------------- | -------------------- | -------------- | ------------------------------------ | -------- |
| CB Bocas del Toro     | Changuinola          | Bocas del Toro | Estadio Calvyn Byron                 | 3 000    |
| CB Chiriqui           | David                | Chiriqui       | Estadio Kenny Serracin               | 10 000   |
| CB Chiriqui Occidente | Puerto Armuelles     | Chiriqui       | Estadio Glorias Deportivas Baruenses | 2 000    |
| CB Coclé              | Aguadulce            | Coclé          | Estadio Jose Antonio Remon Cantera   | 2 500    |
| CB Colón              | Colón                | Colón          | Estadio Roberto Mariano Bula         | 2 500    |
| CB Darién             | Metetí               | Panama         | Estadio Jose De La Luz Thompom       | 2 000    |
| CB Herrera            | Chitré               | Herrera        | Estadio Rico Cedeño                  | 6 000    |
| CB Los Santos         | Las Tablas           | Los Santos     | Estadio Olmedo Sole                  | 3 450    |
| CB Panamá Metro       | Panama               | Panama         | Estadio Nacional de Panama           | 27 000   |
| CB Panamá Oeste       | La Chorrera          | Panama         | Estadio Justino Salinas              | 2 000    |
| CB Veraguas           | Santiago de Veraguas | Veraguas       | Estadio Omar Torrijos Herrera        | 7 000    |

## Palmarès
| Année |                   | Champion |
| ----- | ----------------- | -------- |
| 1944  | CB Panamá         |          |
| 1945  | CB Herrera        |          |
| 1946  | CB Panamá         |          |
| 1947  | CB Panamá         |          |
| 1948  | CB Panamá         |          |
| 1949  | CB Colón          |          |
| 1950  | CB Panamá         |          |
| 1951  | CB Panamá         |          |
| 1952  | CB Panamá         |          |
| 1953  | CB Colón          |          |
| 1954  | CB Panamá         |          |
| 1955  | CB Panamá         |          |
| 1956  | CB Colón          |          |
| 1957  | CB Colón          |          |
| 1958  | CB Colón          |          |
| 1959  | CB Colón          |          |
| 1960  | CB Panamá         |          |
| 1961  | CB Bocas del Toro |          |
| 1962  | CB Colón          |          |
| 1963  | CB Panamá         |          |

| Année |                 | Champion |
| ----- | --------------- | -------- |
| 1964  | CB Panamá       |          |
| 1965  | CB Herrera      |          |
| 1966  | CB Herrera      |          |
| 1967  | CB Herrera      |          |
| 1968  | CB Panamá       |          |
| 1969  | CB Panamá       |          |
| 1970  | CB Panamá       |          |
| 1971  | CB Panamá       |          |
| 1972  | CB Colón        |          |
| 1973  | CB Panamá       |          |
| 1974  | CB Los Santos   |          |
| 1975  | CB Panamá Metro |          |
| 1976  | CB Los Santos   |          |
| 1977  | CB Herrera      |          |
| 1978  | CB Chiriqui     |          |
| 1979  | CB Chiriqui     |          |
| 1980  | CB Herrera      |          |
| 1981  | CB Panamá Metro |          |
| 1982  | CB Herrera      |          |
| 1983  | CB Panamá Metro |          |

| Année |                  | Champion |
| ----- | ---------------- | -------- |
| 1984  | CB Veraguas      |          |
| 1985  | CB Herrera       |          |
| 1986  | CB Herrera       |          |
| 1987  | CB Coclé         |          |
| 1988  | CB Herrera       |          |
| 1989  | CB Herrera       |          |
| 1990  | finale non jouée |          |
| 1991  | CB Chiriqui      |          |
| 1992  | CB Chiriqui      |          |
| 1993  | CB Chiriqui      |          |
| 1994  | CB Panamá Metro  |          |
| 1995  | CB Los Santos    |          |
| 1996  | CB Chiriqui      |          |
| 1997  | CB Herrera       |          |
| 1998  | CB Chiriqui      |          |
| 1999  | CB Chiriqui      |          |
| 2000  | CB Chiriqui      |          |
| 2001  | CB Panamá Metro  |          |
| 2002  | CB Chiriqui      |          |

| Année |                   | Champion          | Vice-champion | Série finale |
| ----- | ----------------- | ----------------- | ------------- | ------------ |
| 2003  | CB Herrera        | CB Chiriqui       | 4 - 3         |              |
| 2004  | CB Chiriqui       | CB Panamá Oeste   | 3 - 1         |              |
| 2005  | CB Herrera        | CB Chiriqui       | 3 - 2         |              |
| 2006  | CB Herrera        | CB Los Santos     | 4 - 0         |              |
| 2007  | CB Herrera        | CB Chiriqui       | 3 - 2         |              |
| 2008  | CB Los Santos     | CB Veraguas       | 4 - 2         |              |
| 2009  | CB Los Santos     | CB Panamá Metro   | 4 - 3         |              |
| 2010  | CB Panamá Metro   | CB Bocas del Toro | 4 - 1         |              |
| 2011  | CB Los Santos     | CB Bocas del Toro | 4 - 3         |              |
| 2012  | CB Bocas del Toro | CB Panamá Metro   | 4 - 3         |              |
| 2013  | CB Chiriqui       | CB Bocas del Toro | 4 - 3         |              |
| 2014  | CB Bocas del Toro | CB Chiriqui       | 4 - 3         |              |
| 2015  | CB Chiriqui       | CB Panamá Metro   | 4 - 2         |              |
| 2016  | CB Panamá Metro   |                   |               |              |
| 2017  | CB Colón          |                   |               |              |
| 2018  | CB Chiriqui       |                   |               |              |
| 2019  | CB Panamá Metro   |                   |               |              |
| 2020  |                   |                   |               |              |
| 2021  |                   |                   |               |              |
| 2022  |                   |                   |               |              |
| 2023  |                   |                   |               |              |
| 2024  |                   |                   |               |              |

Clubs les plus titrés :
| Équipes           |    | Titres |
| ----------------- | -- | ------ |
| CB Panamá         | 17 |        |
| CB Herrera        | 16 |        |
| CB Chiriqui       | 14 |        |
| CB Colón          | 8  |        |
| CB Panamá Metro   | 8  |        |
| CB Los Santos     | 7  |        |
| CB Bocas del Toro | 3  |        |
| CB Coclé          | 1  |        |
| CB Veraguas       | 1  |        |